# Yongshan
Yongshan léase Yong-Shan (en chino:永善县, pinyin:Yǒngshàn xiàn, lit: perpetua benevolencia) es un condado bajo la administración directa de la ciudad-prefectura de Zhaotong. Se ubica al noreste de la provincia de Yunnan, sur de la República Popular China. Su área es de 2883 km² y su población total para 2010 fue +300 mil habitantes.

## Administración
El condado Yongshan se divide en 15 pueblos que se administran en 6 poblados y 9 villas. 